# Браян Тейшейра
Бра́ян Албе́рту Си́лва Тейше́йра Жу́ниор (на португалски: Bryan Alberto Silva Teixeira Jr.) е футболист на Кабо Верде, играещ под наем като нападател за немския Магдебург и националния отбор на Кабо Верде. Участник в Купата на африканските нации 2023 и автор на втория гол за отбора си срещу Египет при равенството 2:2 в групите.

## Успехи
Аустрия (Лустенау)
- Втора Бундеслига на Австрия
  -  Шампион (1): 2021/22

 Щурм
- Купа на Австрия
  -  Носител (1): 2022/23